# Reprezentacja Mołdawii na Mistrzostwach Europy w Wioślarstwie 2009
Reprezentacja Mołdawii na Mistrzostwach Europy w Wioślarstwie 2009 liczyła 7 sportowców. Najlepszymi wynikami było 11. miejsce w czwórce bez sternika mężczyzn.

## Medale

### Złote medale
Brak

### Srebrne medale
Brak

### Brązowe medale
Brak

## Wyniki

### Konkurencje mężczyzn
- dwójka podwójna wagi lekkiej (LM2x): Alexandr Bucico, Mihail Popov – 14. miejsce
- czwórka bez sternika (M4-): Aleksandr Paladuta, Evgeni Poleakov, Evgheni Goreacicovschi, Dmitri Bezdetnii – 11. miejsce

### Konkurencje kobiet
- jedynka (W1x): Elena Cudinova – 12. miejsce